# Mirai Sentai Timeranger
Mirai Sentai Timeranger (未来戦隊タイムレンジャー (Vị lai Chiến đội Timeranger) Mirai Sentai Taimurenjā), dịch là Chiến đội Tương lai Timeranger, là một chương trình truyền hình của Nhật Bản thể loại Tokusatsu. Là series Super Sentai thứ 24 của Toei Animation. Đây là series Super Sentai đầu tiên về đề tài hình sự. Series có hai chiến binh đỏ, nhưng TimeFire chỉ có thể phân biệt với Time Red nhờ các sọc đen và mũi tên hình răng cưa.
Bản Mỹ hóa là Power Rangers: Time Force.

## Cốt truyện
"Năm 2000, những người đến từ tương lai trong năm 3000 đã gặp một người đàn ông giống hệt chỉ huy của họ, 5 người này vì tương lai vô tận của mình, đã viết nên dòng chảy của thời gian...!" là câu nói mở đầu của series Timeranger.
Ở thế kỉ 30 (XXX), cuộc khủng hoảng nghịch lý thời không khiến thời gian bị đảo lộn, trục xoay chuyển của lịch sử trở nên bất hợp pháp. Trong thời điểm đó, Cục Bảo vệ Thời gian (còn gọi là TPD - Time Protection Department) được thành lập để theo dõi và ngăn chặn các tội phạm thời gian. Phát hiện ra các tội phạm này, TPD cần có ít nhất 5 học viên quân sự ưu tú được tuyển chọn kĩ càng, có thể biến thân thành Timeranger thực hiện nhiệm vụ đánh bại và đóng băng tội phạm; 5 người đó chính là chỉ huy Ryuya - TimeRed, Yuri - TimePink, Ayase - TimeBlue, Domon - TimeYellow và Sion - TimeGreen. Không ngờ 4 học viên trong số đó đã bị Lila, thuộc hạ của Don Dolnero bắt bài, ả đã giả mạo chỉ huy Ryuya và dẫn dụ những tên Zenitt đến đánh lạc hướng, phá hoại kế hoạch chống tội phạm của tổ chức, tạo thêm thời gian cho băng đảng Londarz của lão Don Dolnero, cùng Gien, một thuộc hạ khác của lão, đi du hành đến thế kỉ 20 (XX) làm lịch sử thay đổi loạn nhào. Để bảo vệ lịch sử, 4 học viên không còn cách nào khác ngoài theo đuổi chúng trở về thế kỉ 20.
Tuy nhiên, khi đến thế kỉ 20, phi hành thời gian của họ bị trục trặc không còn điều khiển được nữa, khiến cho họ dù tiêu diệt được Dolnero thì cũng không thể trở về thế kỉ 30. Trong hoàn cảnh éo le, họ gặp Asami Tatsuya, một võ sĩ karate có khuôn mặt giống hệt chỉ huy Ryuya, vì vậy mà dẫn đến xô xát. Người đàn ông này phải mất một thời gian dài giải thích, nhóm Yuri mới chịu tin anh không phải chỉ huy Ryuya. Trong khi đó Dolnero phát lệnh phá hoại thành phố, buộc Timeranger phải đến ngăn cản ngay, thì Tak, một robot chỉ huy có hình dạng con cú đã thông báo cho họ rằng: muốn thiết lập nên Timeranger thì phải có đủ 5 thành viên. Đang lúc do dự, Yuri cảm thấy Asami Tatsuya võ công cao cường, có thể nhờ cậy trong lúc nguy cấp đó nên đã mời anh cùng tham gia cho đủ 5 người để có thể trở thành Timeranger.
Asami Tatsuya vốn đã có bất hoà với người cha Asami Wataru, chủ tịch của Asami group -tập đoàn đứng đầu kinh tế Nhật Bản, người luôn ép anh phải nối nghiệp ông tiếp quản công ty sau này, một công việc trái ngược với đam mê võ nghệ của anh. Biết được thông tin băng đảng Londarz đánh phá thành phố, Tatsuya nhân cơ hội đánh cược với cha, rằng nếu anh thắng thì ông phải hứa không được can thiệp vào tương lai của anh nữa. Tatsuya đến giúp đỡ nhóm Yuri, họ nhanh chóng bắt được tên tội phạm của băng đảng Londarz. Sau đó Tatsuya thuê một tòa nhà để ở riêng cùng với nhóm Yuri, họ thành lập một văn phòng điều tra được gọi là TR (Tomorrow Research) để hỗ trợ tài chính của mình.
Theo thời gian, bốn học viên bắt đầu nhận ra rằng sự có mặt của họ chắc chắn sẽ thay đổi trong tương lai trong các hình thức của người giám hộ thành phố, một lực lượng bảo đảm theo việc làm của Tổng công ty Asami để bảo vệ thành phố khỏi Londerz. Người giám hộ thành phố đạt được một mối quan hệ mong manh với Timerangers, đặc biệt là khi đối thủ cũ Naoto Takizawa trở thành TimeFire và sau đó thuyền trưởng người giám hộ của Thành phố. Trong tập cuối, các Timerangers quay trở lại cuộc sống thường xuyên của họ. Một năm sau đó lúc chạy bộ Tatsuya  nhìn thấy năm người giống Timerangers (bao gồm cả Naoto), nhưng anh nhận ra đó không phải là họ.

## Nhân vật

Mirai Sentai Timeranger

- Tatsuya Asami (浅見 竜也 (Thiển Kiến Long Dã) Asami Tatsuya?) - TimeRed (タイムレッド Taimureddo?)
- Yuuri (ユウリ Yūri?) - TimePink (タイムピンク Taimupinku?)
- Ayase (アヤセ Ayase?) - TimeBlue (タイムブルー Taimuburū?)
- Domon (ドモン Domon?) - TimeYellow (タイムイエロー Taimuierō?)
- Sion (シオン Shion?) - TimeGreen (タイムグリーン Taimugurīn?)
- Naoto Takizawa (滝沢 直人 (Long Trạch Trực Nhân) Takizawa Naoto?) - TimeFire (タイムファイヤー Taimu Faiyā?)

## Các tập
1. Đào tẩu vượt thời gian (時の逃亡者 Toki no Tōbōsha?)
2. Tương lai vô hình (見えない未来 Mienai Mirai?)
3. Giấc mơ tăng tốc (夢の加速度 Yume no Kasokudo?)
4. Con tin ngoài hành tinh (人質は異星人 Hitojichi wa Iseijin?)
5. Dạng hợp thể thứ 3 (第３の合体 Daisan no Gattai?)
6. Vị khách giả dối (偽りの招待客 Itsuwari no Shōtaikyaku?)
7. Domon nhập viện (ドモン入院中 Domon Nyūinchū?)
8. Nghệ thuật bùng nổ (芸術に爆発を Geijutsu ni Bakuhatsu o?)
9. Don thất vọng (ドンの憂鬱 Don no Yūutsu?)
10. Thoát khỏi ngày mai (明日への脱出 Ashita e no Dasshutsu?)
11. Thành phố chết chóc (死闘の町 Shitō no Machi?)
12. Ước nguyện tới vì sao (星に願いを Hoshi ni Negai o?)
13. Battle Casino (バトルカジノ Batoru Kajino?)
14. Dead Heat (デッドヒート Deddo Hīto?)
15. Truy tìm xạ thủ (狙撃手（スナイパー）を探せ Sunaipā o Sagase?)
16. Giấc mơ Soba (そばにある夢 Soba ni Aru Yume?)
17. Cú đấm chính nghĩa (ねじれた正拳 Nejireta Seiken?)
18. Cái bóng cảnh báo (影の予感 Kage no Yokan?)
19. Kị sĩ ánh trăng (月下の騎士 Gekka no Kishi?)
20. Sự gắn kết mới (新たなる絆 Aratanaru Kizuna?)
21. Phong cách của Sion (シオンの流儀 Shion no Ryūgi?)
22. Hồng quyến rũ (桃色の誘惑 Momoiro no Yūwaku?)
23. Beat Up (ビートアップ Bīto Appu?)
24. Vàng, đôi lúc Xanh (黄色、時々青 Kiiro, Tokidoki Ao?)
25. Niềm tin tan vỡ (途切れた信頼 Togireta Shinrai?)
26. Niềm tin đếm ngược (信頼の秒読み（カウントダウン） Shinrai no Kauntodaun?)
27. Quê hương nhỏ bé (小さな故郷 Chiisa na Kokyō?)
28. Thời kỳ tái ngộ (再会の時 Saikai no Toki?)
29. Ngọn lửa tân chiến binh (炎の新戦士 Honō no Shin Senshi?)
30. Báo hiệu, tiếng gầm của lửa (届け炎の叫び Todoke Honō no Sakebi?)
31. Trò chơi lạc lối (迷走ゲーム Meisō Gēmu?)
32. Cứu tội phạm (犯罪者を救え Hanzaisha o Sukue?)
33. Little Lady (リトルレディ Ritoru Redi?)
34. Ám sát viên (暗・殺・者 An-satsu-sha?)
35. Ngày mai không tới (明日が来ない Ashita ga Konai?)
36. Thật lòng (素顔のままで Sugao no Mama de?)
37. Mục đích của sức mạnh (狙われた力 Nerawareta Chikara?)
38. Chúc ngủ ngon (ぐっどないと Guddo Naito?)
39. Lời nói dối trong cơn mưa (雨に濡れた嘘 Ame ni Nureta Uso?)
40. Ayase rút lui!? (アヤセ脱退！？ Ayase Dattai!??)
41. Vạch mặt nhà tiên tri (予言者を暴け Yogensha o Abake?)
42. Thiên thần sa ngã hủy diệt (破壊の堕天使 Hakai no Datenshi?)
43. Ngày thay đổi lịch sử (歴史修正指令 Rekishi Shūsei Shirei?)
44. Sự nổi dậy của thời gian (時への反逆 Toki e no Hangyaku?)
45. Kết thúc! TR (Tomorrow Research) (終末！ＴＲ（トゥモローリサーチ） Shūmatsu! Tī Āru (Tumorō Risāchi)?)
46. Tương lai tàn nhẫn (未来への断絶 Mirai e no Danzetsu?)
47. Cái kết của Don (ドンの最期 Don no Saigo?)
48. Trở về tương lai (未来への帰還 Mirai e no Kikan?)
49. Vượt qua ngàn năm (千年を越えて Sennen o Koete?)
50. Vì ngày mai vô tận (無限の明日へ Mugen no Ashita e?)
51. Super Sentai Big Gathering (Special Compilation) (スーパー戦隊大集合（特別編） Sūpā Sentai Dai Shūgō (Tokubetsu Hen)?)

### Đặc biệt
- Mirai Sentai Timeranger Super Video: All the Strongest Hero Secrets
- Mirai Sentai Timeranger vs. GoGo-V
  - Hình tựa chương trình cho thấy phim này 25 tháng 10 năm 2000, giữa tập 35 và 36. Nó là bộ phim cắt ngang thứ 3, sau J.A.K.Q. VS Goranger và Gingaman VS Megaranger.